# Once Upon a Time (película)
Once Upon a Time (chino tradicional: 三生三世十里桃花, Pinyin: Sān Shēng Sān Shì Shí Lǐ Táo Huā), es una película de romance china estrenada el 3 de agosto de 2017.
La película estuvo basada en la novela de fantasía "Three Lives Three Worlds, Ten Miles of Peach Blossoms" de Tang Qi Gong Zi.

## Sinopsis
Bai Qian es la más joven de cinco de los miembros de la familia Bai, una familia de deidades de zorros y los gobernantes de la tierra mística Qing Qiu. 
Cuando asiste a una fiesta en honor al hijo del Emperador del Mar del Este (inglés: Eastern Sea), se encuentra con un adorable pequeño llamado Ah Li, quien toma su fan mientras juega con ella, sin embargo cuando Ah Li es secuestrado por Xuan Nu, la Reina del Clan Demonio, quien se disfraza como el Hada Púrpura, Bai Qian lo salva y derrota a Xuan Nu, quien huye.
Sin embargo cuando el Príncipe Heredero de la Tribu del Cielo Ye Hua, llega buscando a su hijo, Bai Qian lo confunde con Xuan Nu y tienen una pequeña confrontación, sin embargo cuando Ye Hua logra quitarle la venda de los ojos, la llama "Su Su", sin embargo ella le dice que la está confundiendo con alguien más. Cuando ambos se encuentra con el Emperador del Mar del Este, este les dice al Hada Púrpura y a la Princesa del Mar del Sur que Ye Hua y Bai Qian, están destinados a casarse y están comprometidos después de que sus padres accedieran a la unión, sin embargo Bai Qian no está de acuerdo y se va.
Poco después Ye Hua y Ah Li deciden viajar a Qing Qiu para pasar tiempo con Bai Qian, pero cuando Ah Li accidentalmente toma mucho alcohol, Ye Hua se molesta y luego de discutir con Bai Qian se va. Poco después cuando Su Jin, una princesa de la tribu del cielo llega a Qing Qiu para intentar llevarse a Ah Li, este se niega a dejar a Bai Qian y huye, mientras Su Jin lo busca, ambos se encuentran con un hombre que tiene un gran parecido a Ye Hua dentro de un bloque de hielo en una cueva.
Cuando Ye Hua regresa, le dice a Su Jin que puede irse ya que ni él ni Ah Li van a regresar y pasarán el cumpleaños de Ah Li con Bai Qian en el reino mortal. Más tarde, Ye Hua le cuenta a Bai Qian que trescientos años atrás, se enamoró de una mujer mortal llamada Su Su, sin embargo no le dice que pasó con ella. Pronto Ye Hua se da cuenta de que Bai Qian y Su Su son la misma persona y desea que Bai Qian recuerde y olvide su pasado al mismo tiempo.
Mientras tanto Bai Qian visita al hombre en la cueva quien es el dios de la guerra y un dios muy respetado dentro de la Tribu del Cielo, Bai Qian fue su discípula bajo el nombre de "Si Yin" y luego de que Mo Yuan cayera en un estado de sueño después de haber sellado al Rey Demonio, Qing Cang se ha encargado de proteger su cuerpo. Poco después, cuando Xuan Nu roba el cuerpo de Mo Yuan, Bai Qian y Zhe Yan con la ayuda de Ye Hua van al clan Demonio para tratar de recuperarlo. Después de rescatarlo Bai Qian le dice a Ye Hua, que después de que Mo Yuan muriera, ella había llevado su cuerpo a Qing Qiu esperando a que el despertara.
Cuando Bai Qian finalmente acepta sus sentimientos por Ye Hua, decide casarse con él; no obstante, su felicidad no dura, dado que Su Jin le miente y le hace creer que Ye Hua sólo se casaba con ella porque Su Su se había suicidado. Llena de dudas, Bai Qian lo deja en el altar; sin embargo, regresa para obtener la lámpara que enlaza las almas que Ye Hua protege y así acelerar el proceso para que su maestro, Mo Yuan, despierte. Sin embargo, cuando se encuentra con Ye Hua y discuten, él finalmente le revela que ella y Su Su son la misma persona y le entrega la lámpara, la cual en realidad contiene las memorias de su vida pasada.
Cuando Bai Qian finalmente recupera sus recuerdos de su vida como Su Su, recuerda que, luego de conocer a Ye Hua, se habían enamorado profundamente y que él le había prometido casarse con ella en el Clan del Cielo, pero erróneamente cree que él la había abandonado. También recuerda que Su Jin, quien estaba celosa, la había culpado falsamente de haberla cegado y había hecho que se suicidase, saltando de la Plataforma de Ejecución, después de haberle hecho creer que Ye Hua no creía en su inocencia. Así que, tras saltar y caer en Qing Qiu, incapaz de soportar el dolor, había bebido una poción de amnesia para olvidar su vida como Su Su. 
Sin embargo, cuando se encuentra con Nai Nai, quien había sido su asistente durante su estadía en el Palacio Celestial, se da cuenta de que recuerda los eventos de forma diferente. Nai Nai le dice que en realidad todo el tiempo que Ye Hua no estuvo con ella, no era porque la hubiese abandonado, sino que en realidad él estaba tratando de obtener el permiso del Señor Celestial para casarse con ella, incluso le revela que Ye Hua había tomado el castigo del relámpago que estaba destinado a ella como castigo por haber cegado a Su Jin.
A pesar de saber la verdad, molesta, Bai Qian decide regresar a Qing Qiu y les ordena a Zhe Yan y a Mi Gu, que no dejen entrar a Ye Hua, por lo que durante siete días y noches, se niega a verlo o darle la bienvenida. Cuando finalmente la verdad es revelada en la Tribu del Cielo, Su Jin, es castigada por sus crímens y mentiras, y es desterrada, despojada de su título y los ojos que le había robado a Su Su y sentenciada a pasar el resto de su vida como la encargada de velar la campaña, la cual contiene a Qing Cang. Molesta, Su Jin lo despierta, por lo que Ye Hua va a luchar contra él.
Cuando Bai Qian se entera de sus acciones, se preocupa y va a ayudarlo, sin embargo llega demasiado tarde y ve como Ye Hua se sacrifica para encerrar nuevamente a Qing Cang. Cuando Ye Hua cae en el río congelado, Bai Qian intenta salvarlo, pero Xuan Nu la ataca. Antes de hundirse en el fondo del río, Ye Hua le dice a una destrozada Bai Qian que su último deseo es que ella pueda olvidar todo el dolor que le ha causado.
Más tarde, Mo Yuan finalmente despierta y mientras Bai Qian corre para ver a su maestro, este la detiene y le pide que se acerque a él.

## Personajes

### Personajes principales
| Actor     | Personaje                 | Notas |
| --------- | ------------------------- | --- |
| Liu Yifei | Bai Qian / Si Yin / Su Su | Bai Qian: es la hija del Emperador Bai Zhi. Cuando conoce a Ye Hua, se siente atraída a él. Poco después descubre que en realidad es Su Su y la madre de Ah Li. Su Su: es una mortal y la madre biológica de Ah Li, quien se quita la vida después de las mentiras de Su Jin. Sin Yi: es la discípula de Mo Yuan, quien protege su cuerpo esperando a que despierte. |
| Yang Yang | Ye Hua / Mo Yuan          | Ye Hua: es el Príncipe Heredero de la Tribu del Cielo y el padre de Ah Li. Está enamorado de Bai Qian y hace todo lo posible por protegerla. Mo Yuan: es el Dios de la Guerra y un Dios muy respetado en la Tribu del Cielo, quien ha estado dormido durante setenta mil años después de haber sellado al Rey Demonio, Qing Cang.                                    |

### Personajes secundarios
| Actor                 | Personaje        | Notas |
| --------------------- | ---------------- | --- |
| Luo Jin               | Zhe Yan          | Es un amigo de la familia de Bai Qian, a quien aconseja cada vez que ella va a verlo. Durante la batalla contra Qing Cang y el clan demonio, se une a la tribu celestial para derrotarlos. |
| Yan Yikuan            | Qing Cang        | Es el Rey Demonio, miles de años atrás fue derrotado por Mo Yuan y su cuerpo fue sellado dentro de la campana mágica oriental. Más tarde es traído a la vida por Su Jin, sin embargo durante la lucha contra Ye Hua, es nuevamente derrotado y sellado. |
| Peng Zisu             | Ah Li (Bai Chen) | Es el hijo de Bai Qian (Su Su) y Ye Hua. Cuando Bai Qian lo conoce le se encariña con él y le da el apodo de "bolita de arroz" (inglés: "Little Rice Ball") |
| Gu Xuan               | Xuan Nu          | Es la Reina del Clan Demonio, quien busca destruir a todos sus enemigos intentando vengarse por su hijo. Xuan Nu roba el cuerpo de Mo Yuan en un intento por traer a la vida a su hijo, sin embargo cuando Bai Qian va a salvar el cuerpo de Mo Yuan con la ayuda de Ye Hua, la piedra que contiene a su hijo se destruye, furiosa Xuan Nu decide unirse a Su Jin para traer a la vida a Qing Cang y así destruir a la Tribu del Cielo, sin embargo durante la lucha entre la tribu demonio y Qing Cang contra la tribu celestial y Ye Hua, Xuan Nu muere.                                   |
| Li Chun               | Su Jin           | Es una Princesa de la Tribu del Cielo que está enamorada de Ye Hua, sin embargo él no le corresponde. Debido a sus celos por el amor que se tienen Ye Hua y Bai Qian, inventa varias mentiras lo que ocasiona que Su Su (la parte mortal de Bai Qian), pierda sus ojos y se quite la vida. Cuando la Tribu Celestial descubre sus crímenes crueles y brutales, la sentencian por haber incriminado a una persona inocente, despojándola de su inmortalidad, magia y exiliada al Mar Wu Wang donde pasará el resto de su vida la campana Mágica Oriental que contiene el cuerpo de Qing Cang. |
| Zhang Ya Qin (张雅钦) | Nai Nai          | Es la asistente de Bai Qian (Su Su) en el Palacio Celestial, a quien cuida mientras Ye Hua busca la aprobación del Emperador Celestial. |
| Joshua Yi             | Mi Gu            | Es un ser mágico y asistente de Bai Qian. |

### Otros personajes
| Actor                  | Personaje                     | Notas |
| ---------------------- | ----------------------------- | --- |
| Chen Xingxu            | Li Yiguan                     | Es un oficial de ceremonias. |
| Zhao Wen Hao (赵文浩)  | Jia Yun                       | |
| Qin Xue (秦雪)         | Lu Xian                       | |
| Huang Xiaoge           | Hada Vestida de Púrpura       | Es una de las invitadas a la fiesta en honor al hijo del Emperador del Mar del Este (inglés: Eastern Sea), quien habla junto a la Princesa de las Mangas Verdes sobre el compromiso del Príncipe Heredero Ye Hua y Bai Qian. |
| Zhou Tian              | Princesa de las Mangas Verdes | Es una de las invitadas a la fiesta en honor al hijo del Emperador del Mar del Este. |
| Wang Yu Zheng (王羽铮) | -                             | Es un juez. |
| Alex Zhang             | -                             | Invitado en el banquete. |
| Dong Wenteng           | -                             | Es un lobo. |
| Song Yiren             | -                             | Es un conejo. |
| Yuka Chai              | -                             | Es un mono. |
| Huang Tianyuan         | -                             | Es una ardilla. |
| Qin Xue                | -                             | Es un venado. |
| Barbie Liu             | -                             | Gente en el Palacio Celestial (inglés: The Heaven Palace). |
| Wang Ziyi              | -                             | Gente en el Palacio Celestial. |
| Zhu Run                | -                             | Gente en el Palacio Celestial. |
| Li Xinzhe              | -                             | Gente en el Palacio Celestial. |
| Zhang Ying             | -                             | Gente en el Palacio Morado (inglés: Purple Palace). |
| Li Lu                  | -                             | Gente en el Palacio Morado. |
| Wang Kunlun            | -                             | Gente en el Palacio Morado. |
| Xing Wangji            | -                             | Gente en el Palacio Morado. |
| Xu Kun                 | -                             | Gente en el Palacio Morado. |
| Li Guang               | -                             | Gente en el Palacio Morado. |
| Pan Xiangshen          | -                             | Gente en el Palacio Morado. |
| Wen Tengxu             | -                             | |
| Liu Yuanyuan           | -                             | |

## Música
El Soundtrack de la película estuvo conformada por 4 canciones.
| No. | Intérprete (es)       | Canción                                                           | Letra           | Música           | Duración |
| --- | --------------------- | ----------------------------------------------------------------- | --------------- | ---------------- | -------- |
| 1   | Na Ying               | "Three Lifetimes, Ten Miles of Peach Blossoms" (三生三世十里桃花) | Ding Ding Zhang | Chan Kwong-wing  | 4:43     |
| 2   | Jane Zhang            | "Ten Miles of Peach Blossoms" (十里桃花)                          | Fang Wen-shan   | Zhang Liang-ying | 3:21     |
| 3   | Liu Yifei & Yang Yang | "Three Lifetimes, Ten Miles of Peach Blossoms" (三生三世十里桃花) | Ding Ding Zhang | Chan Kwong-wing  | 4:13     |
| 4   | Henry Huo             | "Peach Blossom Rain" (桃花雨)                                     | Xu Rongkai      | Lao Zai          | 4:21     |

## Premios y nominaciones
| Año  | Categoría         | Premio                                                      | Nominado (a)  | Resultado |
| ---- | ----------------- | ----------------------------------------------------------- | ------------- | --------- |
| 2017 | Best Actress      | China Film Week in Tokyo & Okinawa - 2nd Golden Crane Award | Liu Yifei     | Ganó      |
| 2017 | Best Actor        | China Film Week in Tokyo & Okinawa - 2nd Golden Crane Award | Yang Yang     | Nominado  |
| 2017 | Best Actress      | 9th Macau International Movie Festival                      | Liu Yifei     | Nominada  |
| 2017 | Best Director     | 9th Macau International Movie Festival                      | Zhao Xiaoding | Nominado  |
| 2017 | Best New Director | 9th Macau International Movie Festival                      | Zhao Xiaoding | Ganó      |

## Producción
La película estuvo basada en la novela de fantasía "Three Lives Three Worlds, Ten Miles of Peach Blossoms" (también conocida como "To the Sky Kingdom") de Tang Qi Gong Zi.
Fue dirigida por Zhao Xiaoding y Anthony LaMolinara, y producida por Sa Zhilei y Zhang Yibai. Mientras que el diseño del vestuario estuvo a cargo de Lawrence Xu.
El 16 de junio del 2015 se anunció que la actriz Liu Yifei había aceptado el papel principal de Bai Qian, mientras que el 29 de octubre del mismo año se anunció que el actor Yang Yang interpretaría a Ye Hua.
El rodaje comenzó el 18 de diciembre del 2015 y finalizó el 21 de marzo del 2016. Contó con un presupuesto de presupuesto: CN ¥ 150 millones.
Antes de su estreno se realizaron dos conferencias de prensa: la primera el 30 de marzo del 2017 donde estuvieron presentes los actores Liu Yifei, Yang Yang, Yan Yikuan, Li Chun y Peng Zisu, así como el director Zhao Xiaoding y la segunda el 2 de julio del 2017 donde sólo estuvieron presentes los actores principales Liu Yifei y Yang Yang, así como el productor Zhang Yibai.
Originalmente la película sería estrenada en China el 21 de julio del 2017, sin embargo finalmente la fecha fue aplazada y la película se estrenó el 3 de agosto del mismo año.
La película contó con el apoyo de las compañías de producción "Alibaba Pictures Group", "Beijing Zhonglian Huameng Media Investment" y "Beijing Ruyi Xinxin Film Investment".

### Estreno internacional
| País              | Título                            | Fecha de Estreno      |
| ----------------- | --------------------------------- | --------------------- |
| Alemania          | -                                 | septiembre de 2017    |
| América del Norte | -                                 | 11 de agosto de 2017  |
| Australia         | -                                 | 31 de agosto de 2017  |
| Canadá            | -                                 | 411 de agosto de 2017 |
| Camboya           | -                                 | 4 de agosto de 2017   |
| Corea del Sur     | -                                 | 18 de enero de 2018   |
| Irlanda           | -                                 | 18 de agosto de 2017  |
| Japón             | -                                 | 21 de julio de 2018   |
| Malasia           | -                                 | 17 de agosto de 2017  |
| Myanmar           | -                                 | 11 de agosto de 2017  |
| Reino Unido       | -                                 | 18 de agosto de 2017  |
| Rusia             | Однажды                           | -                     |
| Singapur          | -                                 | 24 de agosto de 2017  |
| Tailandia         | -                                 | septiembre de 2017    |
| Vietnam           | Tam Sinh Tam Thê: Thâp Lý Dào Hoa | 4 de agosto de 2017   |

### Taquilla
El día de su estreno la película ganó CN¥175 millones, recaudando un total de US$82,3 millones en China.  En América del Norte, logró recaudar US$485,728.
La compañía "Wanda Vietnam", reportó que la película había recaudado VND10 mil millones (US$440,000) después de 9 días de haber sido estrenada, considerándola como un éxito en la taquilla de Vietnam.
En el Reino Unido logró recaudar US $13,732, mientras que en Australia se reportó una ganancia de US $54,932.